# رحم (آلبوم)
| بررسی جمعی    | بررسی جمعی |
| منبع          | رتبه‌بندی   |
| ------------- | ---------- |
| متاکریتیک     | ۷۲/۱۰۰     |
| بررسی انتقادی |            |
| منبع          | رتبه‌بندی   |
| آل‌میوزیک      | [ ۲ ]      |
| اکسکلیم!      | ۷/۱۰       |
| پیچفورک       | ۷.۳/۱۰     |
| کلش           | [ ۵ ]      |

رحم (به انگلیسی: WOMB) سومین آلبوم استودیویی از گروهٔ موسیقی الکترونیک دونفرهٔ کانادایی پیوریتی رینگ می‌باشد که در ۳ آوریل سال ۲۰۲۰ از سوی ۴ای‌دی منتشر گردید. از این آلبوم با تک‌آهنگ اصلی «استاردیو» استقبال شده‌است.